# Platyptilia daemonica
Platyptilia daemonica là một loài bướm đêm thuộc họ Pterophoridae. Loài này có ở Ethiopia.